# Вудринг, Гарри Хайнс
Гарри Хайнс Вудринг (англ. Harry Hines Woodring; 31 мая 1890, Элк-Сити, штат Канзас — 9 сентября 1967, Топика, штат Канзас) — американский политик, член Демократической партии; губернатор штата Канзас (1931—1933), военный министр США (1936—1940).
Вудринг работал менеджером банка и участвовал в Первой мировой войне в качестве офицера в армии США.
В 1931 году сменил Клайда Рида на посту губернатора штата Канзас, и его сменил в 1933 году Альфред Лэндон.
В 1933 году женился на Хелен Кулидж. В 1933—1936 годах занимал пост заместителя военного министра США, в 1936 году назначен военным министром. В 1940 году подал в отставку с поста министра и вернулся к частной жизни. Затем он неудачно баллотировался на пост губернатора штата Канзас на выборах в 1946 году.
Вудринг умер в 1967 году и был похоронен на кладбище Mount Hope в Топика.